# 차투랑가

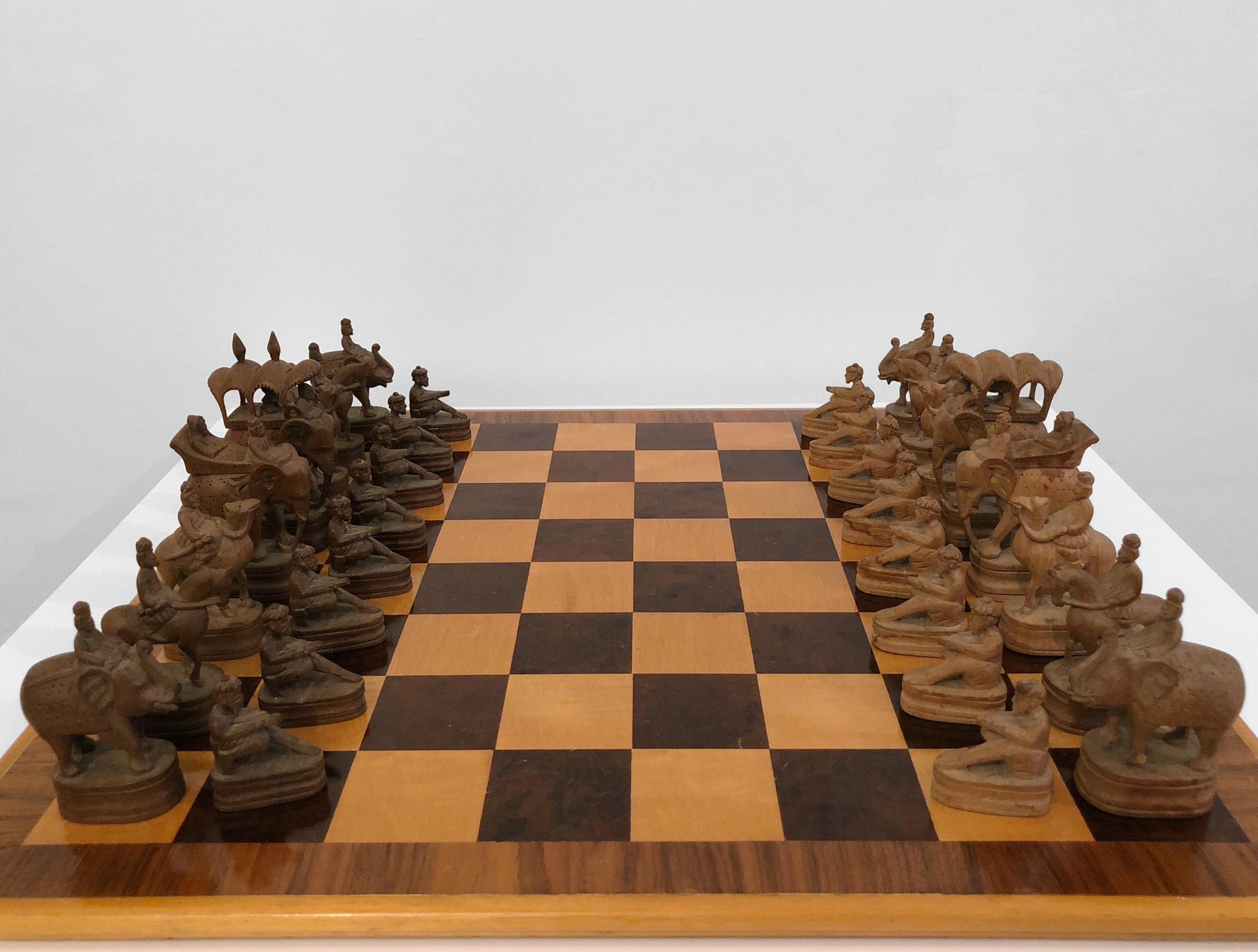
인도 라자스탄의 체스 세트

차투랑가(산스크리트어: चतुरङ्ग, IAST: caturaṅga)는 고대 인도의 전략 보드 게임이다. 기원후 7세기경 인도에서 처음 알려졌다.
일부 불확실성이 있지만, 체스 역사가들 사이에서는 차투랑가가 체스, 샹치 (중국), 장기 (한국), 쇼기 (일본), 싯두인 (미얀마), 막룩 (태국), 오우크 차트랑 (캄보디아) 및 현대 인도 체스와 같은 보드 게임의 공통 조상이라는 견해가 지배적이다. 이것은 사산조 페르시아에서 차트랑(샤트란지)으로 불리며 변형되었고, 이는 다시 후기 중세 유럽으로 전해져 체스의 형태가 되었다.
차투랑가의 모든 규칙이 확실히 알려진 것은 아니다. 체스 역사가들은 이 게임이 그 후신인 샤트란지와 유사한 규칙을 가졌을 것으로 추정한다. 특히 가자(코끼리병)의 움직임에 대해서는 불확실성이 있다.

## 어원
산스크리트어 caturaṅga는 "네 개의 사지 또는 부분"을 의미하는 바후브리히 복합어로, 서사시에서는 종종 "군대"를 의미한다. 이 이름은 인도의 서사시 마하바라타에 언급된 전투 대형에서 유래한다. 차투랑가는 군대의 네 가지 부대, 즉 코끼리병, 전차병, 기병 및 보병을 의미한다. 고대의 전투 대형인 악샤우히니는 차투랑가의 배치와 유사하다.

## 역사

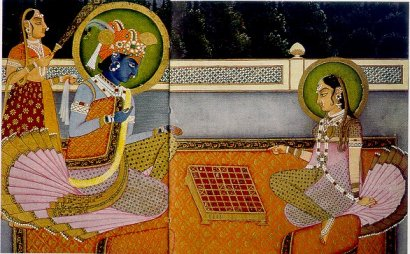
크리슈나와 라다가 8×8 아스타파다에서 차투랑가를 두는 모습

### 기원
차투랑가의 기원은 수세기 동안 수수께끼였다. 가장 초기의 명확한 언급은 서기 6세기부터 시작되는 굽타 제국 시대의 북인도에서 나온다. 바나바타의 하르샤 차리타(서기 625년경)에는 차투랑가라는 이름에 대한 가장 초기의 언급이 포함되어 있다:
이 군주 아래에서는 [...], 벌들만이 이슬을 모으기 위해 다투었고; 잘린 발은 측정용 발뿐이었고, 오직 아스타파다에서만 차투랑가를 그리는 법을 배울 수 있었으며, 유죄 판결을 받은 범죄자들의 네 사지를 자르는 일은 없었다...
스튜어트 컬린에 따르면, 차투랑가는 힌두교 경전 바비쉬야 푸라나에 처음 기술되었다. 그러나 바비쉬야 푸라나는 현대의 추가 및 삽입을 포함하는 것으로 알려져 있으며, 심지어 영국의 인도 통치까지 언급하고 있다.

고대 인도 보드 게임에 대한 초기의 언급은 때때로 서기 5세기에서 7세기 사이의 수반두의 바사바다타에 기인한다: 
비의 시간은 개구리를 조각삼아 그 게임을 했다. 옻으로 얼룩진 것처럼 노랗고 초록색인 개구리들은 검은 바닥 판 위로 뛰어올랐다.
색깔은 두 진영의 색깔이 아니라, 개구리가 노란색과 초록색 두 가지 색깔을 가지고 있음을 의미한다.
차투랑가는 훨씬 더 오래된 뿌리를 가지고 있을 수도 있으며, 5,000년 전으로 거슬러 올라간다. 인더스 문명의 도시 로탈에서 기원전 2000년에서 3000년경의 체스와 유사한 조각들이 발견되었다. 차투랑가가 훨씬 더 오래되었다는 또 다른 주장은 전차가 보드에서 가장 강력한 기물이라는 사실이다. 비록 전차는 경기병과 중기병에게 밀려 적어도 5~6세기 동안 전장에서 구식이었던 것으로 보인다. 반론은 전차가 문학에서 계속 중요하게 다루어졌고, 여행 및 운송, 행렬, 게임, 경주 등에 계속 사용되었다는 것이다.

### 인도 외부로의 확산
일부 불확실성이 있지만, 체스 역사가들 사이에서는 차투랑가가 체스, 샹치 (중국), 장기 (한국), 쇼기 (일본), 싯두인 (미얀마), 막룩 (태국), 오우크 차트랑 (캄보디아) 및 현대 인도 체스와 같은 보드 게임의 공통 조상이라는 견해가 지배적이다.
아랍어에서 체스의 대부분 용어는 차투랑가에서 직접 파생되었다. 현대 체스 자체는 아랍어에서 샤트란지라고 불리며, 비숍은 코끼리라고 불린다. 이란에는 나중에 티무르 체스도 도입되었다.
이 게임은 1694년에 출판된 토마스 하이드의 『De ludis orientalibus libri duo』에서 서양에 처음 소개되었다. 이후 윌리엄 존스 경에 의해 이 게임에 대한 산스크리트어 기록의 번역본이 출판되었다.

## 게임

### 배치
|   | a  | b  | c  | d  | e  | f  | g  | h  |   |
| 8 | a8 | b8 | c8 | d8 | e8 | f8 | g8 | h8 | 8 |
| 7 | a7 | b7 | c7 | d7 | e7 | f7 | g7 | h7 | 7 |
| 6 | a6 | b6 | c6 | d6 | e6 | f6 | g6 | h6 | 6 |
| 5 | a5 | b5 | c5 | d5 | e5 | f5 | g5 | h5 | 5 |
| 4 | a4 | b4 | c4 | d4 | e4 | f4 | g4 | h4 | 4 |
| 3 | a3 | b3 | c3 | d3 | e3 | f3 | g3 | h3 | 3 |
| 2 | a2 | b2 | c2 | d2 | e2 | f2 | g2 | h2 | 2 |
| 1 | a1 | b1 | c1 | d1 | e1 | f1 | g1 | h1 | 1 |
|   | a  | b  | c  | d  | e  | f  | g  | h  |   |

차투랑가는 아스타파다라고 불리는 8×8의 체크 무늬가 없는 보드에서 진행되었는데, 이는 또한 게임의 이름이기도 하다. 보드에는 때때로 특별한 표시가 있었는데, 그 의미는 오늘날 알려져 있지 않다. 이 표시는 차투랑가와는 관련이 없지만, 전통에 따라 보드에 그려졌다. 이 특별한 표시는 이동 규칙으로 인해 보드에 시작하는 네 마리의 가자 중 어느 것도 도달할 수 없는 칸과 일치한다. 체스 역사가 H. J. R. 머레이는 아스타파다가 아마도 초카 바라와 유사한 오래된 경주 유형 주사위 게임에도 사용되었으며, 그 표시가 의미를 가졌을 것이라고 추정했다.

### 규칙
초기 배치는 그림과 같다. 백이 먼저 움직인다. 차투랑가의 목표는 한쪽 (예: '백')이 상대의 라자 (킹)를 외통수로 만들거나, 상대방 (예: '흑')을 라자만 남기는 것('맨 킹')이다. 하지만 다음 차례에 흑 쪽도 백 쪽을 '맨 킹'으로 만들 수 있다면 무승부가 된다.
|   | a  | b  | c  | d  | e  | f  | g  | h  |   |
| 8 | a8 | b8 | c8 | d8 | e8 | f8 | g8 | h8 | 8 |
| 7 | a7 | b7 | c7 | d7 | e7 | f7 | g7 | h7 | 7 |
| 6 | a6 | b6 | c6 | d6 | e6 | f6 | g6 | h6 | 6 |
| 5 | a5 | b5 | c5 | d5 | e5 | f5 | g5 | h5 | 5 |
| 4 | a4 | b4 | c4 | d4 | e4 | f4 | g4 | h4 | 4 |
| 3 | a3 | b3 | c3 | d3 | e3 | f3 | g3 | h3 | 3 |
| 2 | a2 | b2 | c2 | d2 | e2 | f2 | g2 | h2 | 2 |
| 1 | a1 | b1 | c1 | d1 | e1 | f1 | g1 | h1 | 1 |
|   | a  | b  | c  | d  | e  | f  | g  | h  |   |

### 기물과 그 움직임
| 이미지 | 이름                                                                        |
| ------ | --------------------------------------------------------------------------- |
|        | 라자 (왕, 킹과 동일)                                                        |
|        | 만트리 (장관) 또는 세나파티 (장군) (퍼즈와 동일; 퀸의 초기 형태)            |
|        | 라타 또는 사카타 (전차, 전차병; 룩)                                         |
|        | 가자 또는 하스틴 (코끼리 ,코끼리병; 후에 알필이라고 불림; 비숍의 초기 형태) |
|        | 아슈바 (말, 기병; 나이트)                                                   |
|        | 파다티, 바타, 또는 사이니카 (보병; 폰)                                      |

- 라자 (킹): 체스의 킹과 마찬가지로 어떤 방향 (수직, 수평 또는 대각선)으로든 한 칸씩 움직인다. 차투랑가에는 캐슬링이 없다.
  - 중국 샹치의 장군은 대각선 이동이 없는데, 이것이 라자의 가장 초기의 움직임일 수 있다. 차투랑가가 샹치의 한 형태에서 발전했다는 소수 견해는 그러한 진화를 의미하지만, 인도 초기 차투랑가의 경우 그러한 움직임을 가정하는 것도 논리적이다.
- 만트리 (장관); 또한 세나파티 (장군)라고도 알려져 있다: 샤트란지의 퍼즈처럼 어떤 방향으로든 대각선으로 한 칸씩 움직인다.
- 라타 (전차) (또한 사카타라고도 알려져 있다)는 체스의 룩과 동일하게 움직인다: 가로 또는 세로로, 비어 있는 칸을 가로질러 얼마든지 움직일 수 있다.
- 가자 (코끼리) (또한 하스티라고도 알려져 있다). 고대 문헌에는 세 가지 다른 움직임이 기술되어 있다:
  1. 첫 번째 칸을 뛰어넘어 어떤 대각선 방향으로든 두 칸씩 이동한다. 이는 이란 샤트란지의 알필, 에티오피아 선떠러지, 몽골 티무르 체스 및 중세 쿠리어 체스와 동일하다. 이것은 (2,2) 리퍼인 변형 체스 기물이다.
    - 인도 차투라지에서 보트의 움직임도 동일하며, 이는 차투랑가의 4인용 버전이다.[16]
    - 중국 샹치의 코끼리도 동일한 움직임을 가지지만, 중간에 있는 기물이나 폰을 뛰어넘을 수 없다.
    - 한국 장기의 상도 동일한 움직임을 가지지만, 초기 직교 단계에서 바깥쪽으로 움직이며, 중간에 있는 기물이나 폰을 뛰어넘을 수 없다.

  2. 한 칸 앞으로 또는 어떤 대각선 방향으로든 한 칸 이동한다.
    - 태국 막룩의 콘(귀족)과 버마 싯두인의 신(코끼리)의 움직임도 동일하며, 일본 쇼기의 은장군도 마찬가지다.
    - 이 움직임은 1030년경 비루니가 그의 저서 『인도』에서 기술했다.

  3. 첫 번째 칸을 뛰어넘어 어떤 직교 (수직 또는 수평) 방향으로든 두 칸씩 이동한다; 이는 일본 쇼기의 금장군이 한 칸 앞으로 또는 어떤 직교 방향으로든 한 칸 이동하는 것이 일본의 발명품인지, 캐멀의 (1,3) 움직임이 전통에 따라 티무르의 발명품인지에 대한 의문을 제기한다.
    - 이러한 움직임을 가진 기물은 일부 변형 체스에서 다바바라고 불린다.[17] 이 움직임은 아랍 체스 대가 알-아들리에 의해[18][19][20][21] 서기 840년경 그의 (일부 손실된) 체스 저서에서 기술되었다. (아랍어 단어 dabbāba는 이전에는 벽으로 둘러싸인 요새를 공격하기 위한 덮개가 있는 공성무기를 의미했으며, 오늘날에는 "군대 전차"를 의미한다.)
    - 이는 앞서 언급한 차투라지와 유사하며, 여기에서 코끼리는 룩처럼 움직인다.
    - 독일 역사가 요하네스 코츠 (1843–1918)는 오히려 이것이 라타의 가장 초기의 움직임이었다고 주장한다.
- 아슈바 (말): 체스의 나이트와 동일하게 움직인다.
- 파다티 또는 바타 (보병); 또한 사이니카 (전사)라고도 알려져 있다: 체스의 폰과 동일하게 움직이고 잡지만, 첫 번째 움직임에서 두 칸 이동 옵션은 없다.[22]

### 추가 규칙
알-아들리는 두 가지 추가 규칙을 언급한다:
- 스테일메이트는 스테일메이트된 플레이어의 승리였다. 이 규칙은 1600년경 영국에서 일부 중세 체스 변형에서 다시 나타났다. 일부 출처에 따르면, 킹이 움직여야 하고 결과적으로 잡히기 때문에 스테일메이트는 없었다.[23]
- 먼저 상대의 킹을 맨 킹으로 만드는 플레이어 (즉, 킹을 제외한 모든 적 기물을 잡는 것)가 승리한다. 샤트란지에서도 이것은 승리이지만, 상대방이 다음 차례에 플레이어의 킹을 맨 킹으로 만들 수 없는 경우에만 해당한다.

## 같이 보기
- 육박

## 추가 문헌
- Davidson, Henry (1981) [1949]. 《A Short History of Chess》. McKay. ISBN 0-679-14550-8.
- Falkener, Edward (1961) [1892]. 《Games Ancient and Oriental and How to Play Them》. 도버 출판사. ISBN 0-486-20739-0.
- Hooper, David; Whyld, Kenneth (1996). 《옥스포드 체스 동반자》 2판. 옥스퍼드 대학교 출판부. ISBN 0-19-280049-3.
- Parlett, David (1999). 《The Oxford History of Board Games》. Oxford University Press. ISBN 0-19-212998-8.
- Pritchard, D. B. (1994). 《The Encyclopedia of Chess Variants》. Games & Puzzles Publications. ISBN 0-9524142-0-1.